# Марсак-сюр-Тарн
Марса́к-сюр-Тарн (фр. Marssac-sur-Tarn, окс. Marçac de Tarn) — коммуна во Франции, находится в регионе Юг — Пиренеи. Департамент — Тарн. Входит в состав кантона Альби-3. Округ коммуны — Альби.
Код INSEE коммуны — 81156.

## География
Коммуна расположена приблизительно в 550 км к югу от Парижа, в 60 км северо-восточнее Тулузы, в 10 км к западу от Альби.
На севере коммуны протекает река Тарн, а также её небольшой приток — река Каррофуль.

## Климат
Климат умеренно-океанический. Зима мягкая и дождливая, лето жаркое с частыми грозами. Ветры довольно редки.

## Население
Население коммуны на 2010 год составляло 2930 человек.
| 1962 | 1968 | 1975 | 1982 | 1990 | 1999 | 2010 |
| ---- | ---- | ---- | ---- | ---- | ---- | ---- |
| 801  | 1048 | 1414 | 1704 | 2194 | 2407 | 2930 |

## Экономика
В 2007 году среди 1746 человек в трудоспособном возрасте (15—64 лет) 1267 были экономически активными, 479 — неактивные (показатель активности — 72,6 %, в 1999 году было 68,7 %). Из 1267 активных работали 1160 человек (608 мужчин и 552 женщины), безработных было 107 (45 мужчин и 62 женщины). Среди 479 неактивных 132 человека были учениками или студентами, 188 — пенсионерами, 159 были неактивными по другим причинам.

## Достопримечательности
- Водяная мельница на суконной фабрике (XVI век). Исторический памятник с 1927 года.[4]

## Фотогалерея

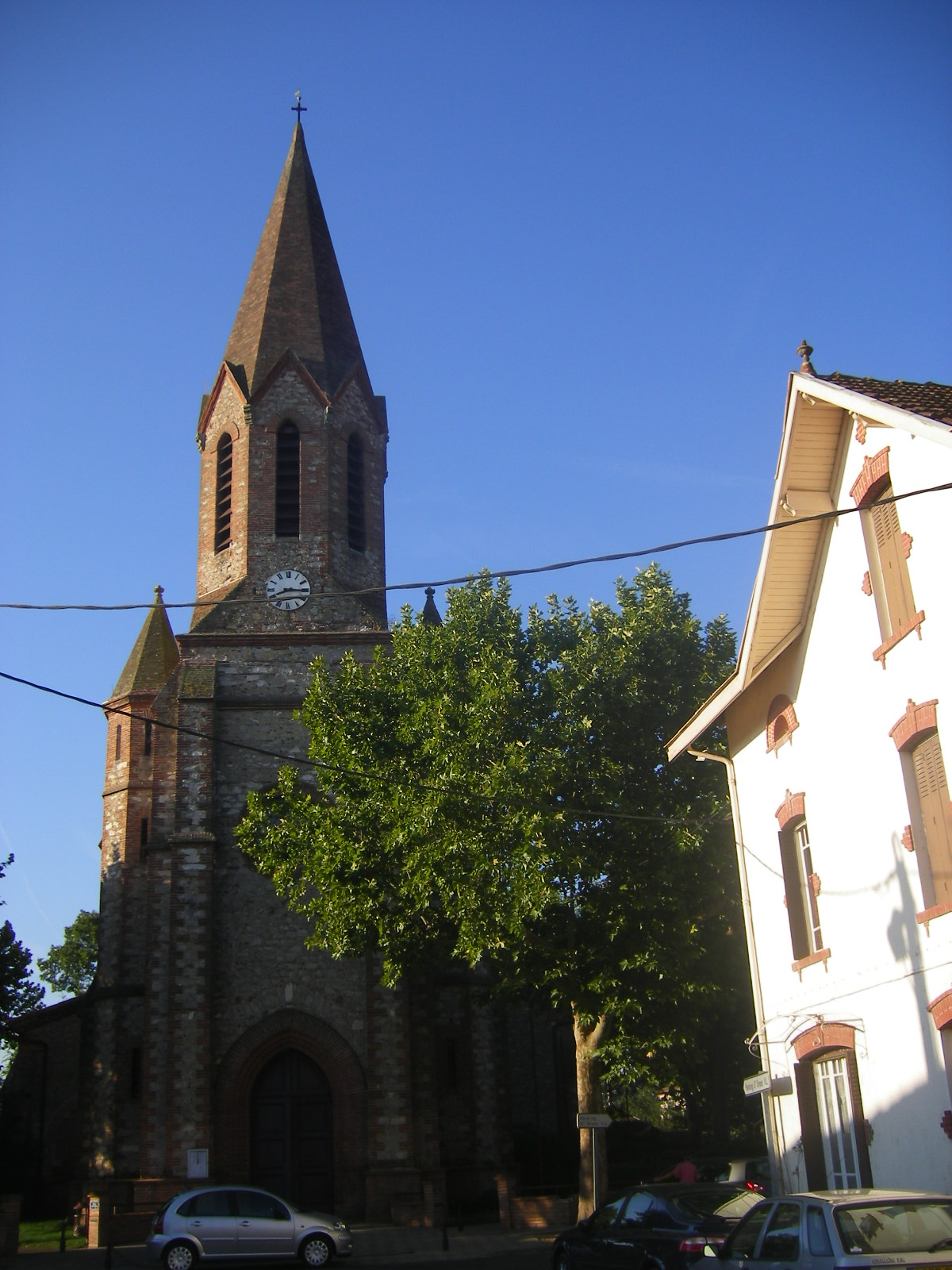
Церковь
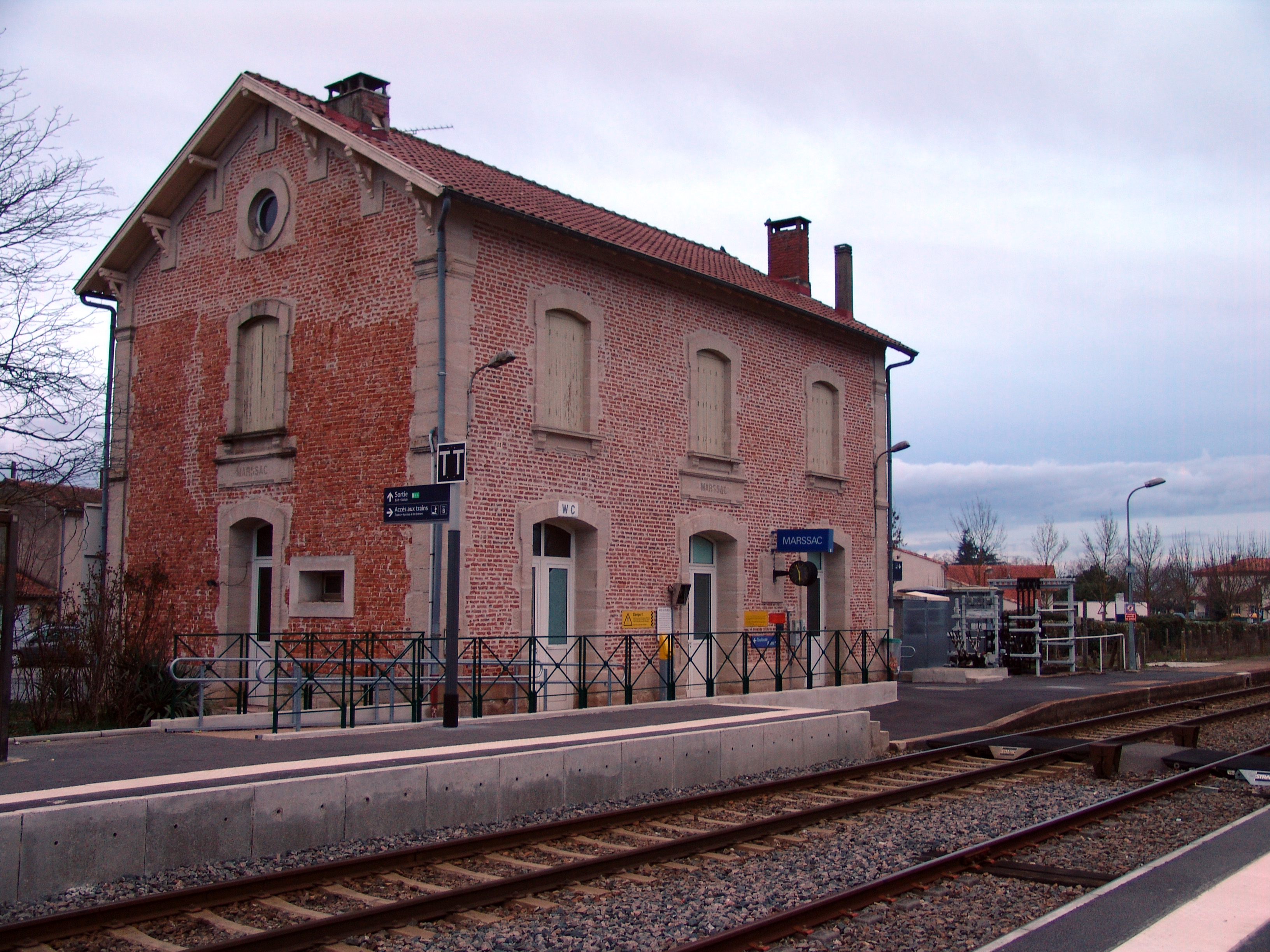
Вокзал
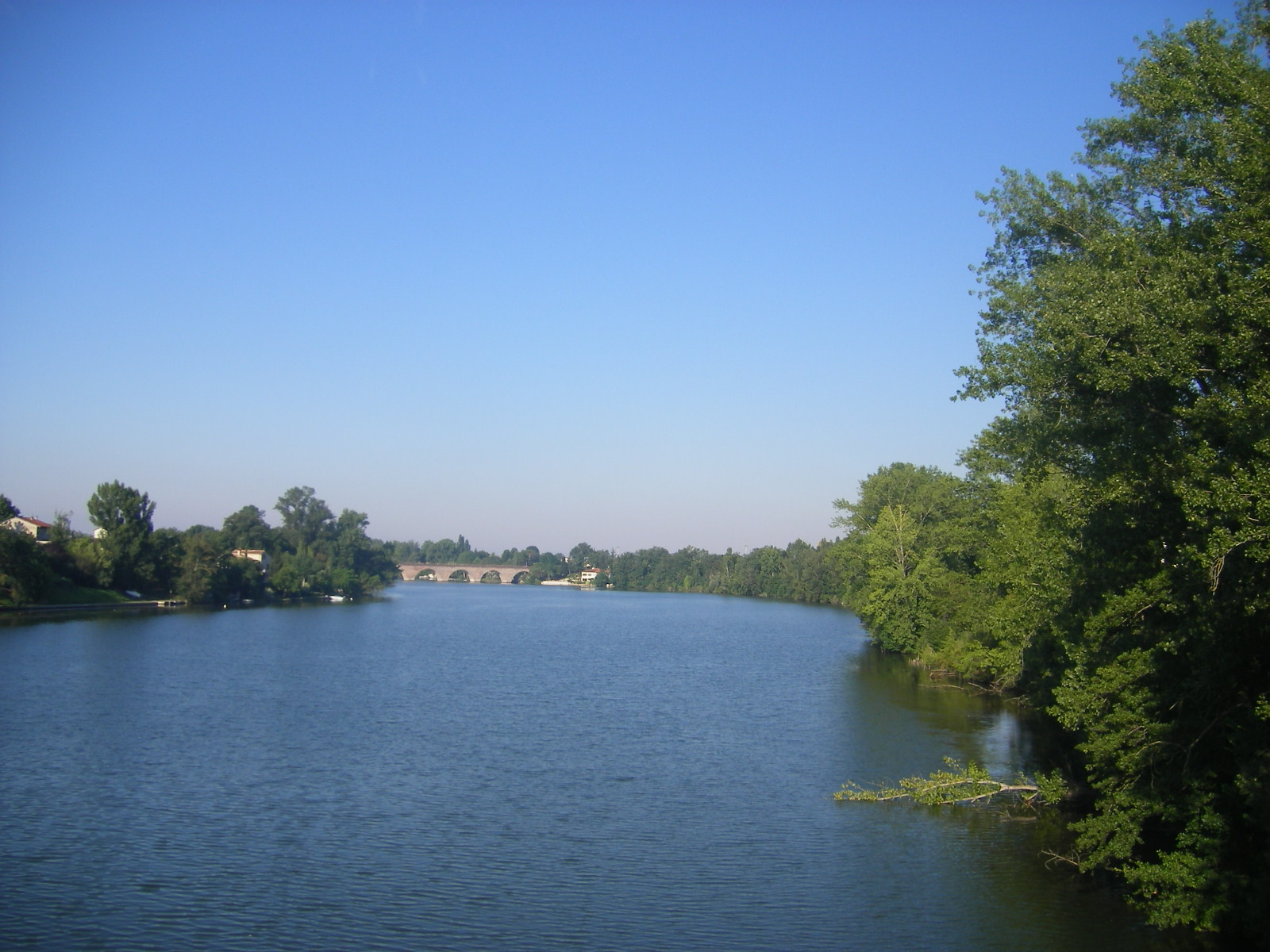
Река Тарн
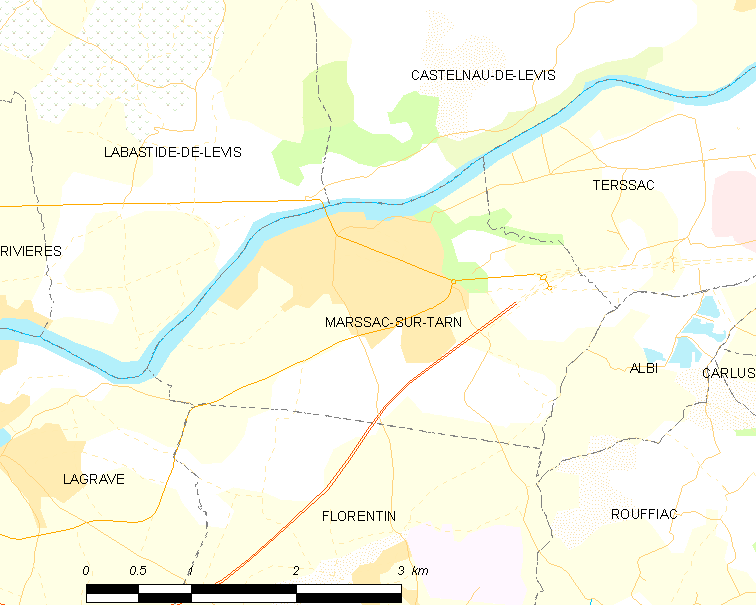
Карта коммуны